# آنا جرباك
آنا جرباك (من مواليد 23 مارس 1988 ) هي لاعبة كرة طائرة كرواتية. تلعب في المنتخب الوطني الكرواتي لكرة الطائرة للكرة للسيدات.
كانت تلعب في المنتخب الكرواتي في بطولة العالم للسيدات لكرة الطائرة FIVB 2010 ،  وفي بطولة العالم للسيدات لكرة الطائرة 2014 في إيطاليا. 

## الأندية
- أوك رييكا (2002-2006)
- سيريو بيروجيا (2006-2008)
- أوك رييكا (2008-2009)
- فوليرو زيورخ (2009-2011)
- بودولاني لود (2011-2012)
- أزرايل باكو (2012-2013)
- لوكوموتيف باكو (2013-2014)
- فوليرو زيورخ (2014-2015)
- CS Volei Alba-Blaj (2015-2016)

## روابط خارجية
- آنا جرباك على موقع الاتحاد الأوروبي (الإنجليزية)
- آنا جرباك على موقع عالم الكرة الطائرة (الإنجليزية)
- آنا جرباك على موقع دوري الدرجة الأولى الإيطالي للكرة الطائرة - سيدات (الإيطالية)
- http://www.cev.lu/Competition-Area/PlayerDetails.aspx؟ TeamID = 9532 & PlayerID = 1779 & ID = 882
- http://worldgrandprix.2016.fivb.com/en/group3/competition/teams/cro-croatia/players/ana-grbac؟id=51164
- http://worldgrandprix.2017.fivb.com/en/group2/competition/teams/cro-croatia/players/ana-grbac؟id=58220